# Odaiba

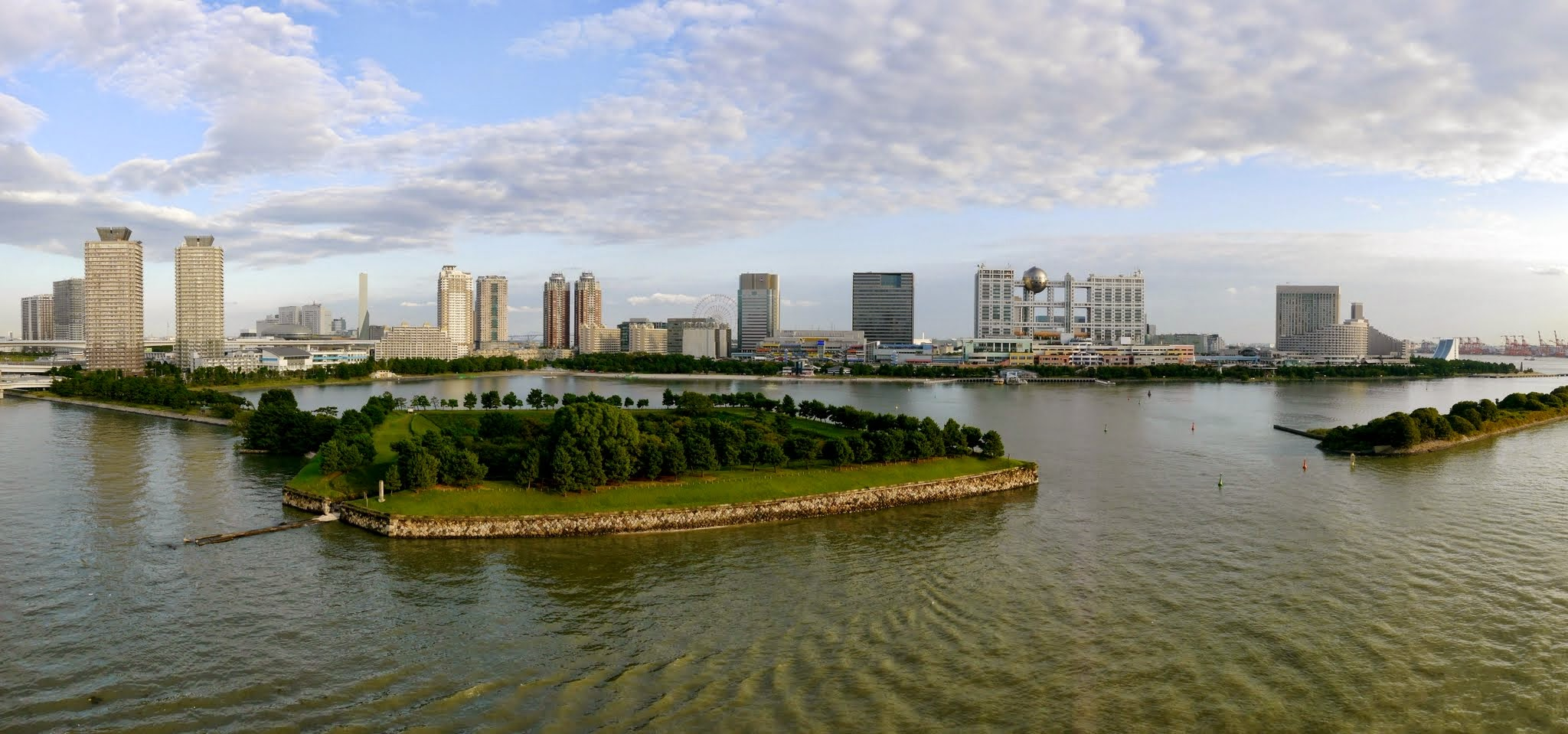
Vista de Odaiba desde el puente Raindow Bridge.

Odaiba (お台場?) es una extensa isla artificial en la bahía de Tokio, en Japón. Está conectada al centro de Tokio a través del Rainbow Bridge. Se construyó inicialmente por motivos defensivos en la década de 1850 y fue expandida a finales del siglo XX, cuando en la década de 1990 se desarrolló como una importante zona comercial, residencial y de ocio.

## Historia

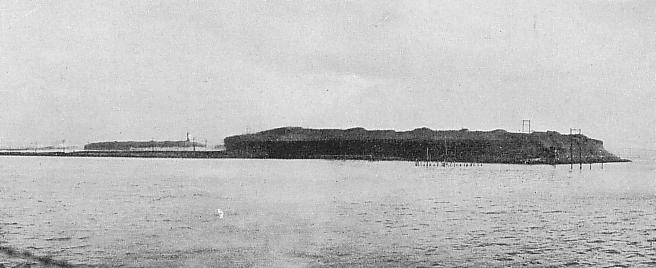
Odaiba en la década de 1950.

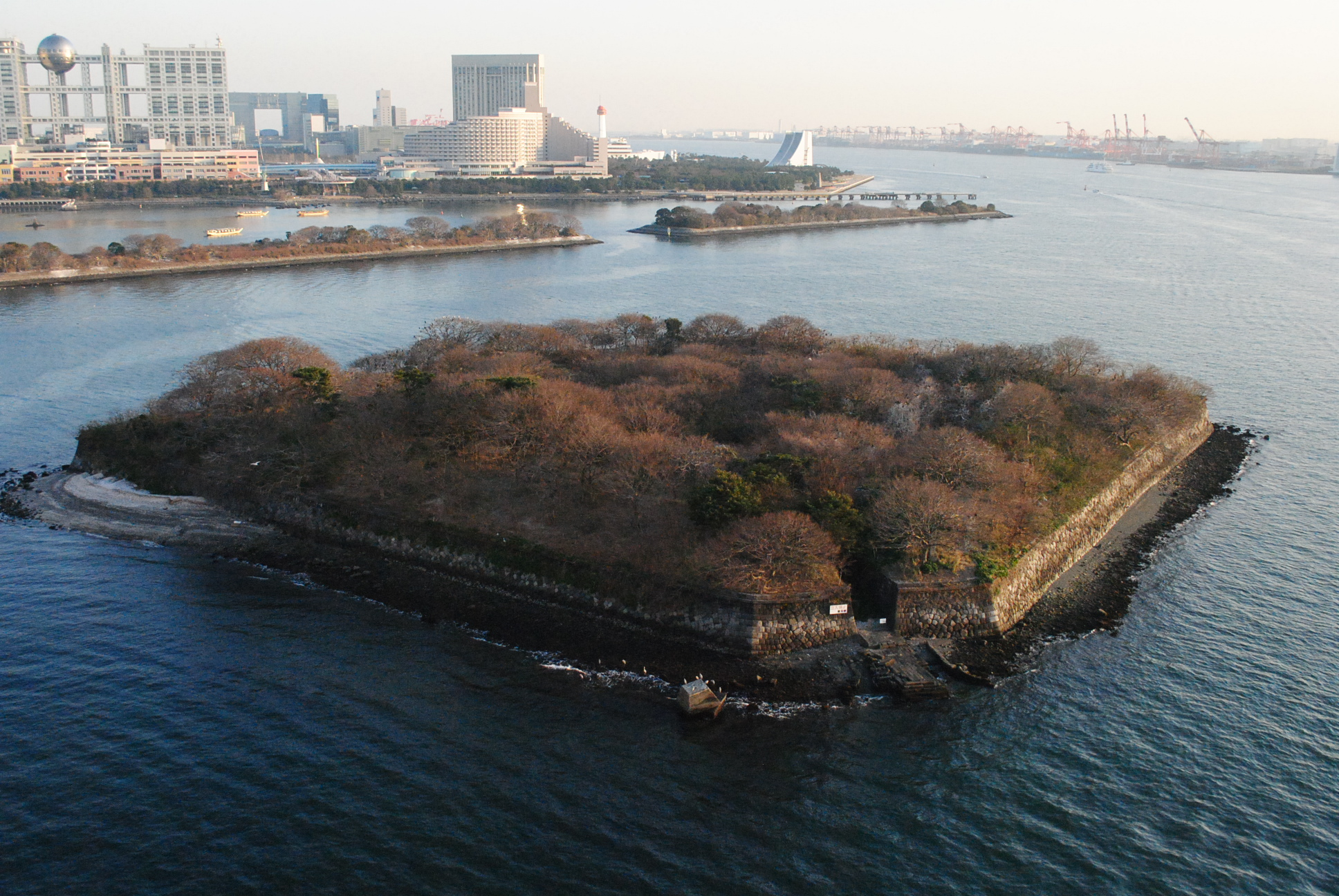
Dai-Roku Daiba (第六台場) o "Batería Nº6", una de las baterías originarias de la era Edo. Vista desde el puente Rainbow Bridge. La zona de Odaiba se ve al fondo.

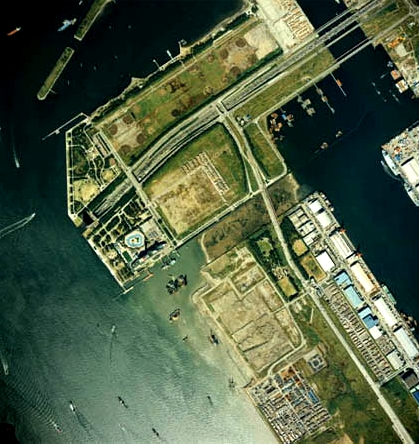
Vista aérea parcial de Odaiba en 1989 (Daiba, Higashi Yashio y Aomi).

El nombre de Odaiba proviene de una serie de seis fortalezas isleñas construidas en 1853 por Egawa Hidetatsu del shogunato Tokugawa para proteger Edo de ataques marítimos. Daiba en japonés se refiere a la batería de cañones que se instalaron en las islas. En 1928, la Batería Nº3 Dai-San Daiba (第三台場?) fue reformada y desde entonces abierta al público como el parque metropolitano Daiba.
Aunque originalmente se planearon once baterías, sólo cinco de ellas llegaron a completarse. La isla moderna de Odaiba comenzó a tomar forma cuando el puerto de Tokio abrió en 1941. Hasta mediados de 1960 todas, excepto dos baterías fueron o bien quitadas, para evitar obstaculizar el paso de barcos, o bien incorporadas a las instalaciones del puerto de Shinagawa y la isla Tennozu. En 1979 el, por entonces, llamado "vertedero Nº 13," (actualmente los distritos de Daiba, Higashi Yashio y Aomi), se terminó de unir con la Batería N.º 3. La "Batería N.º 6," en la que está prohibido aterrizar, se dejó a la naturaleza.
El gobernador de Tokio, Shun'ichi Suzuki, comenzó un plan de desarrollo más vasto a principios de la década de 1990 para desarrollar Odaiba como Tokyo Teleport Town, una muestra de estilo de vida futurista con nuevas zonas residenciales y comerciales que dieran cabida a una población de más de 100.000 personas. Se planeó terminar el desarrollo a tiempo para la "International Urban Exposition" en la primavera de 1996.
El sucesor de Suzuki, Yukio Aoshima, detuvo el plan en 1995 cuando los gastos del proyecto superaban el trillón de yenes y Odaiba aún carecía de una población abundante. Muchas de las compañías creadas para el desarrollo de la isla cayeron casi en bancarrota. El colapso de la burbuja financiera e inmobiliaria en Japón fue el principal factor (frustró el desarrollo comercial en Tokio en general). La zona también se vio inapropiada para los negocios debido a que sus conexiones con el centro de Tokio (el puente Rainbow Bridge y el monorail Yurikamome) hacían el tiempo de viaje relativamente largo.
El área comenzó a cobrar vida de nuevo a finales de 1990 como una zona turística y de ocio, con varios grandes hoteles y centros comerciales. Algunas grandes compañías, como Fuji TV, trasladaron su sede a la isla, y la comunicación con la zona mejoró con la conexión de la línea Rinkai Line a la línea de ferrocarril JR East en 2002 y la extensión hacia el este de la línea Yurikamome hasta Toyosu en 2006.

## Barrios y distritos

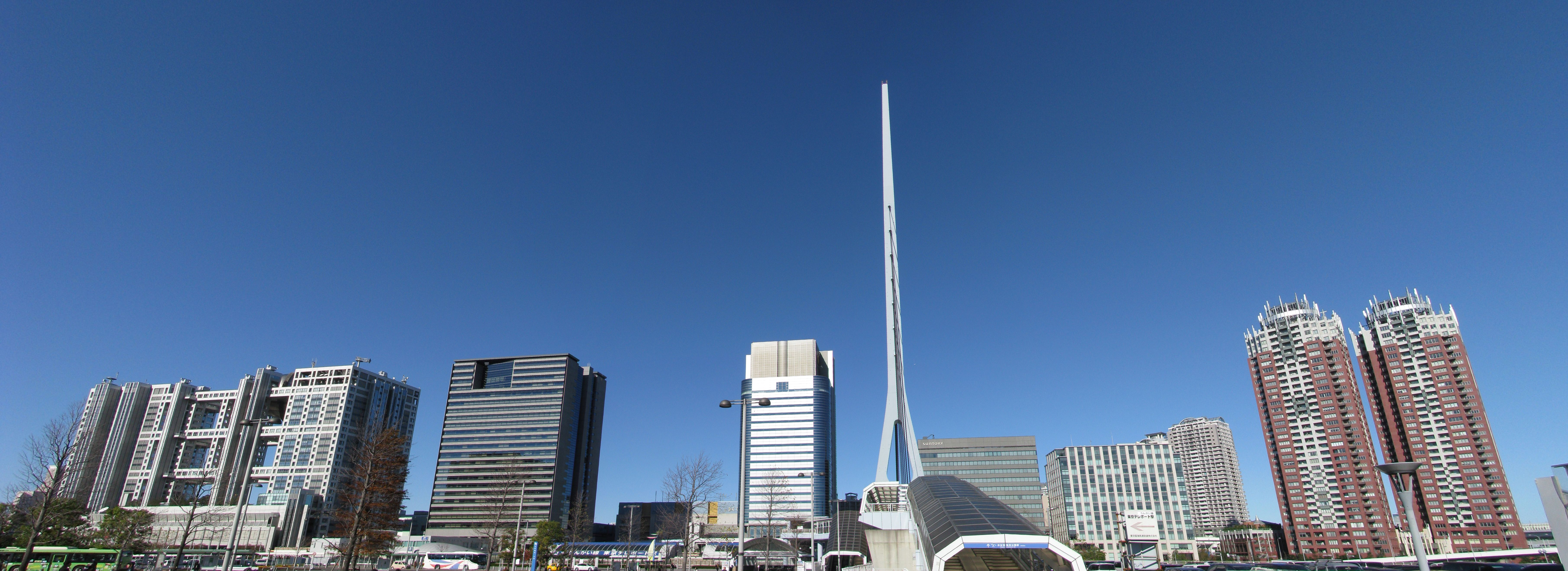
Vista del distrito Daiba del barrio Minato. A la izquierda el edificio de Fuji TV visto desde detrás.

El nombre Odaiba se refiere a la totalidad del subcentro costero de Tokio (東京臨海副都心 Tōkyō Rinkai Fukutoshin?). Esta zona comprende tres barrios y se subdivide en cuatro distritos:
| Barrio                           | Distrito(s)                   |
| -------------------------------- | ----------------------------- |
| Kōtō (江東区 Kōtō-ku?)           | Aomi (青海?), Ariake (有明?). |
| Minato (港区 Minato-ku?)         | Daiba (台場?)                 |
| Shinagawa (品川区 Shinagawa-ku?) | Higashi Yashio (東八潮?)      |

## Zona de ocio y turística

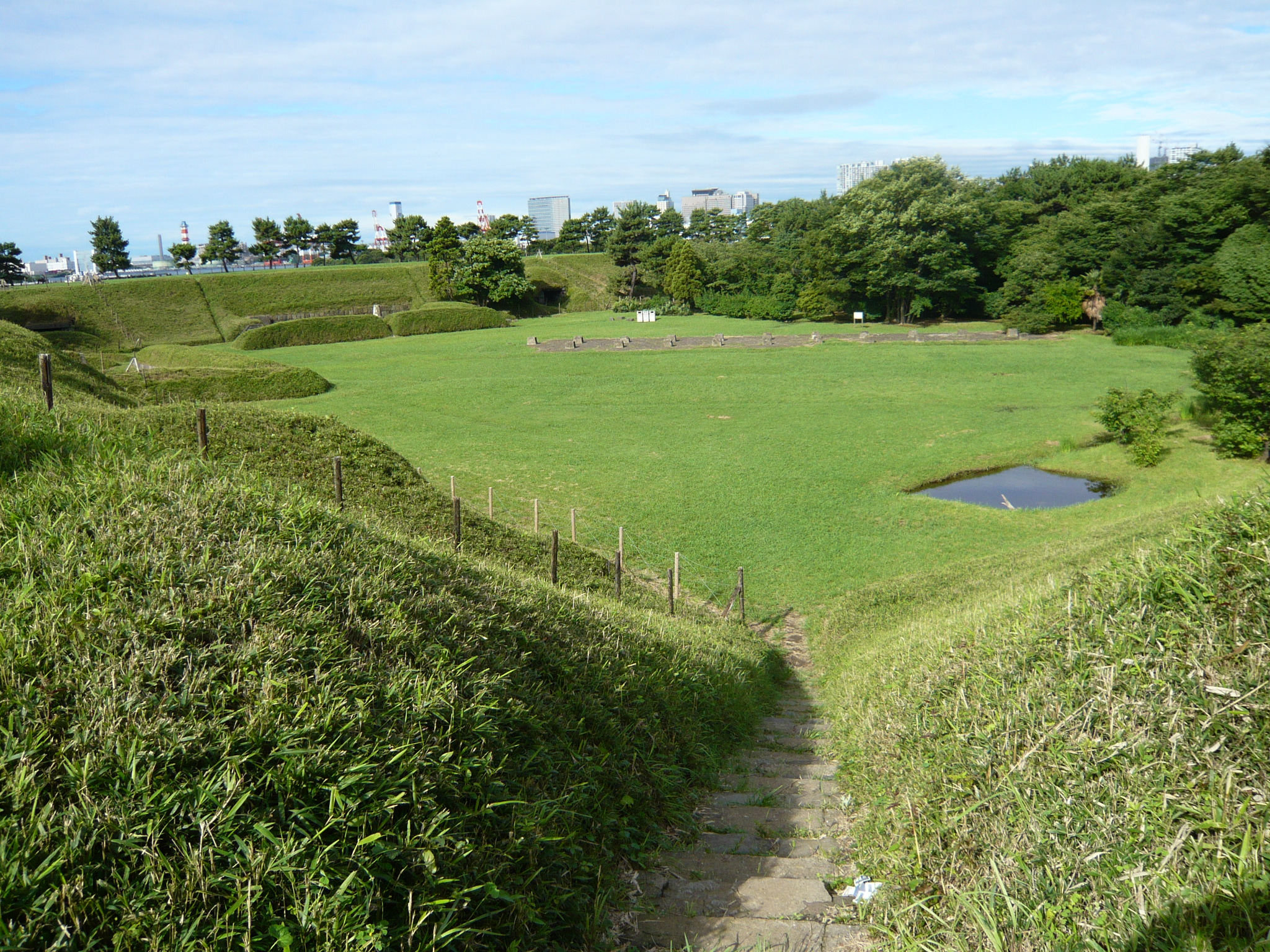
Parque metropolitano Daiba, en la "Batería Nº3," Dai-San Daiba (第三台場).

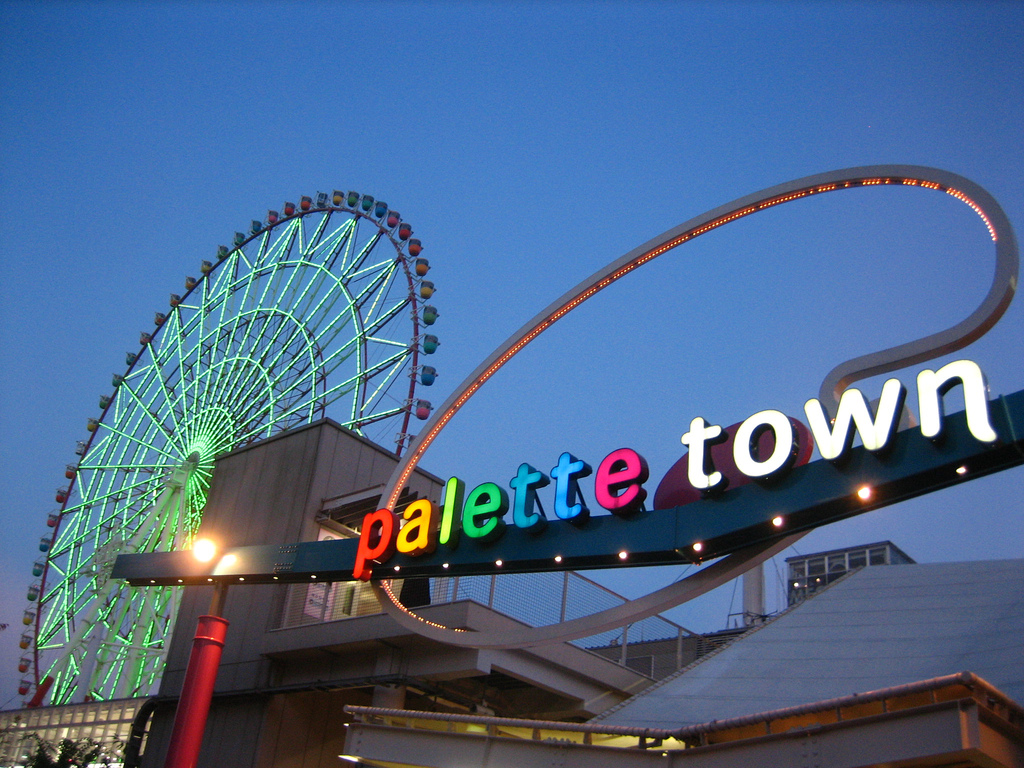
Palette Town en el distrito Aomi del barrio Kōtō.

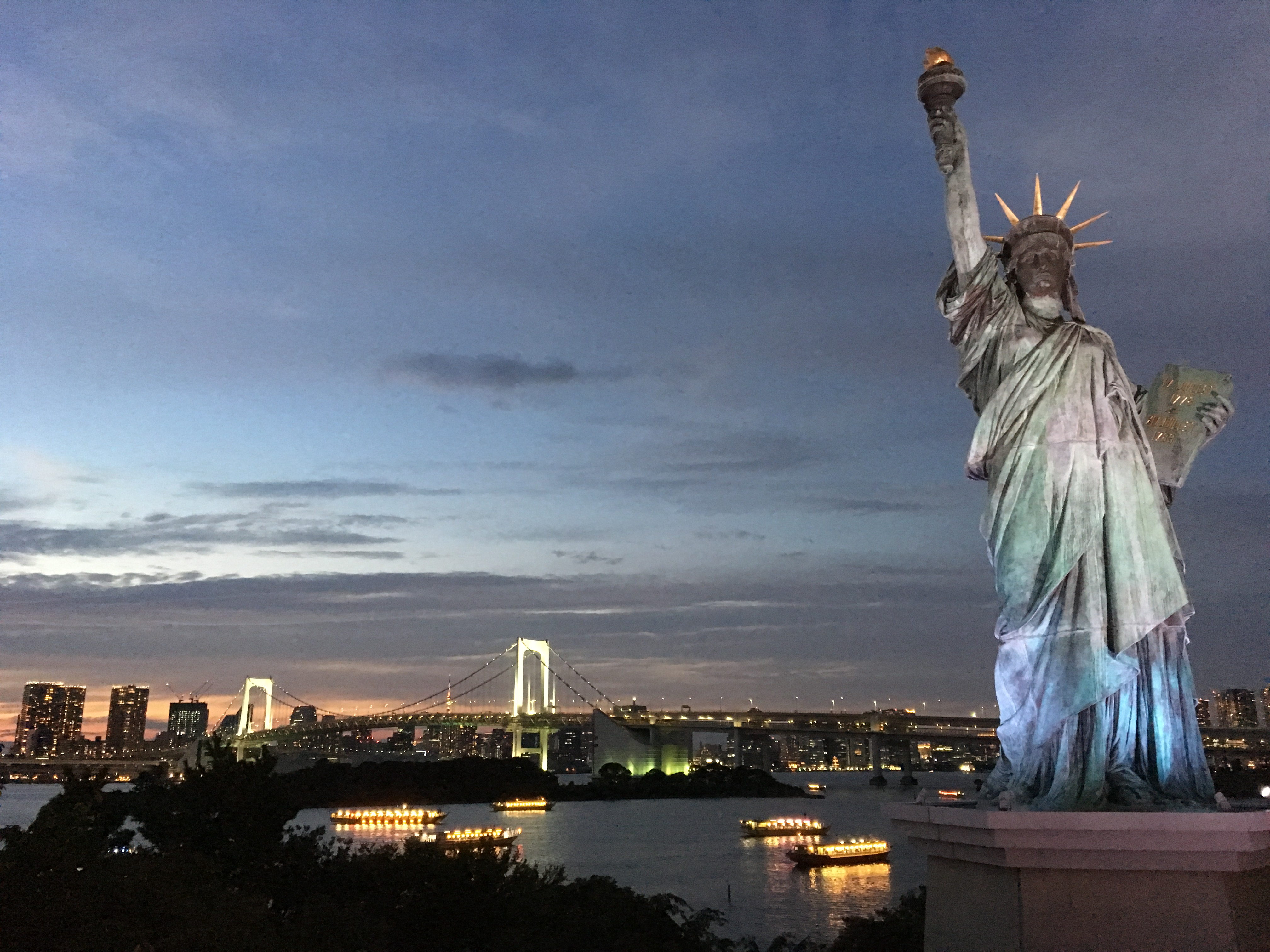
Réplica de la estatua de la libertad en Tokio, Japón

Desde su desarrollo en la década de 1990 Odaiba se ha convertido, además de una zona comercial y residencial, en un importante centro de entretenimiento y turismo. Por ello cuenta con numerosas atracciones y varias opciones de alojamiento.
Algunas de las atracciones más destacadas de Odaiba son:
- Rainbow Bridge (レインボーブリッジ Reinbō Burijji?), puente que conecta Odaiba con el distrito Shibaura del barrio Minato.
- Estudios de Fuji TV (フジテレビ Fuji Terebi?), con su peculiar diseño obra del arquitecto Kenzō Tange.
- Odaiba Kaihin Koen (お台場海浜公園), una de las dos playas disponibles en la zona urbana de Tokio.
- DECKS Tokyo Beach (デックス東京ビーチ), centro comercial que contiene el Sega Joypolis.
- AQUA CiTY ODAIBA (アクアシティお台場), centro comercial localizado justo frente a los estudios de Fuji TV.
- Réplica de la Estatua de la Libertad.
- Oedo-Onsen-Monogatari, sentō (baño público japonés).
- Museo Nacional de Ciencias Emergentes e Innovación (日本科学未来館 Nippon Kagaku Mirai-kan?), conocido por su sobrenombre Miraikan (未来館?  lit. "Museo del futuro").
- Museo de Ciencias Marítimas (船の科学館 Fune-no-kagakukan?), edificio en forma de barco.
- Centro de Exposición Internacional de Tokio (東京国際展示場 Tōkyō Kokusai Tenjijō?), conocido por su sobrenombre Tokyo Big Sight (東京ビッグサイト Tōkyō Biggu Saito?).
- Palette Town: una de las atracciones más completas. El complejo está localizado en el centro de Odaiba y es fácilmente accesible por la estación de Aomi de la línea Yurikamome, contiene las siguientes atracciones:
  - Daikanransha, una noria de 115 metros, duodécima más alta del mundo. Cuando abrió en 1999 ocupaba la primera posición de dicha clasificación.
  - Venus Fort, centro comercial que recrea el ambiente veneciano.
  - Sun Walk, centro comercial.
  - Megaweb, centro de exhibición de Toyota.
  - Zepp Tokyo, uno de los clubes nocturnos y salas de conciertos más grandes de Tokio.
  - Leisure Land, centro con horario de 24 horas con bolera, videojuegos y karaoke.

## Transporte

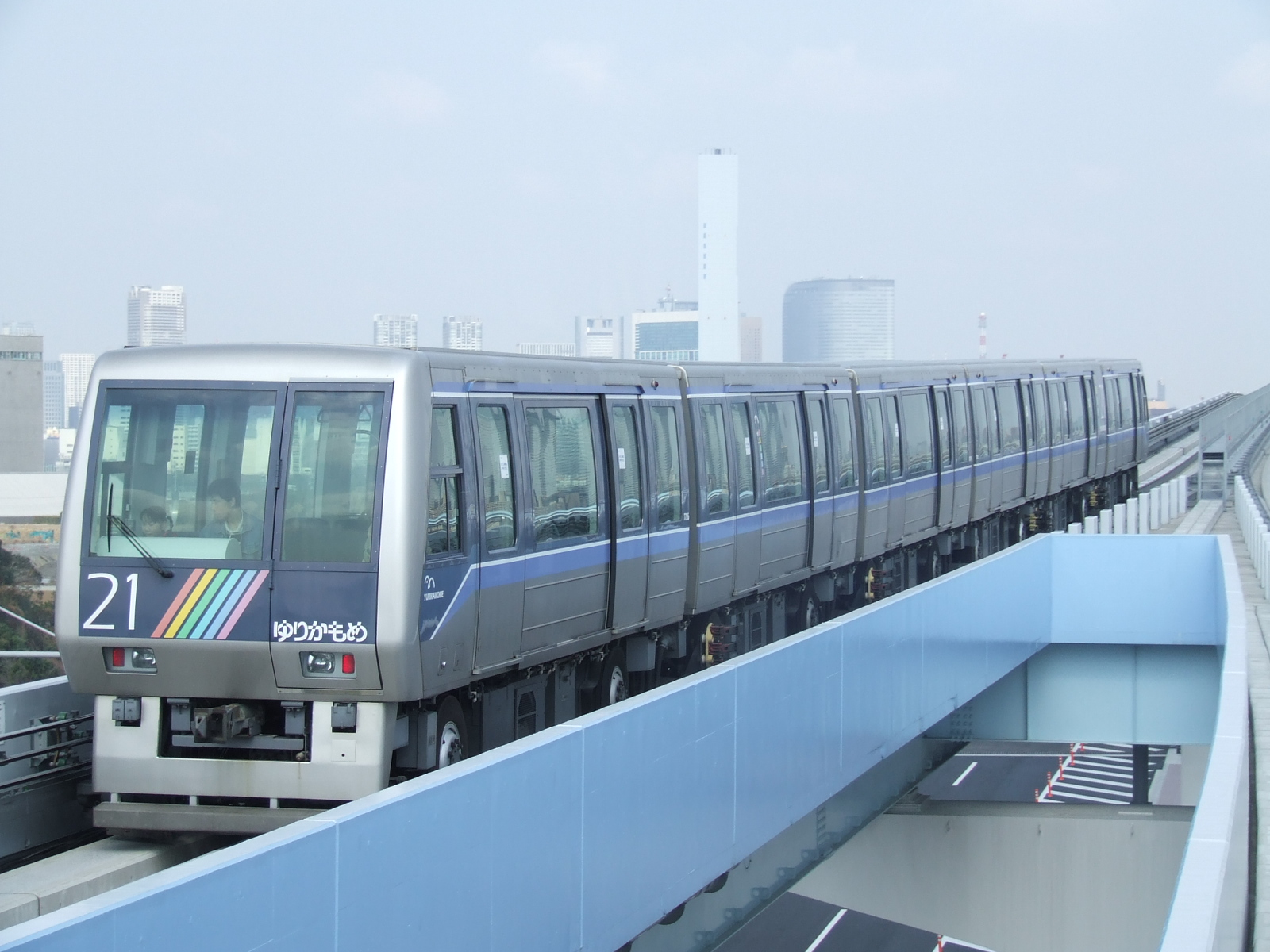
Modelo 7000-Fourth de la línea automatizada Yurikamome.

Dos líneas de Shuto Expressway tienen comunicación con la zona: la ruta 11, desde el centro de Tokio cruzando el puente Rainbow Bridge; y la línea Wangan Line, desde Shinagawa a través del Tokyo Port Tunnel (subterráneo) y desde las áreas de las bahías de las prefecturas de Tokio y Chiba por el este.
En transporte público, se puede acceder a Odaiba a través de la línea automatizada Yurikamome (común y erróneamente llamado "monoraíl") desde Shimbashi y Toyosu. La línea privada Rinkai Line opera entre Shin-Kiba y Ōsaki, pero muchos de los trenes conectan directamente con Shibuya, Shinjuku e Ikebukuro. Los autobuses de la ciudad ofrecen una alternativa más barata, a la par que más lenta. Los transbordadores conectan Odaiba con Asakusa, recorriendo el río Sumida y el Kansai Rinkai Park en el este de Tokio.

## En la cultura popular
En varias temporadas de la franquicia Digimon, Odaiba es el lugar donde viven la mayoría de los protagonistas. El lugar es frecuentemente mencionado y retratado con acierto según el estado de la zona en los años que ocurren las tramas. Aparece en Digimon Adventure (1999), Digimon Adventure 02 (2000) y Digimon Adventure tri. (2015).
Tokyo Magnitude 8.0 , comienza con dos hermanos visitando una exposición de robots en esta isla cuando un fuerte sismo azota y destruye gran parte de Tokio.